# گنده‌چوب
گَنده‌چوب (نام علمی: Dysoxylum) نام یک سرده از تیره زیتون‌تلخیان است.